# Lucinda Williams (friidrottare)
Lucinda Williams, född 10 augusti 1937 i Chatham County, Georgia, är en före detta amerikansk friidrottare.
Williams blev olympisk mästare på 4 x 100 meter vid olympiska sommarspelen 1960 i Rom.